# 日本美术技术博物馆漫画馆

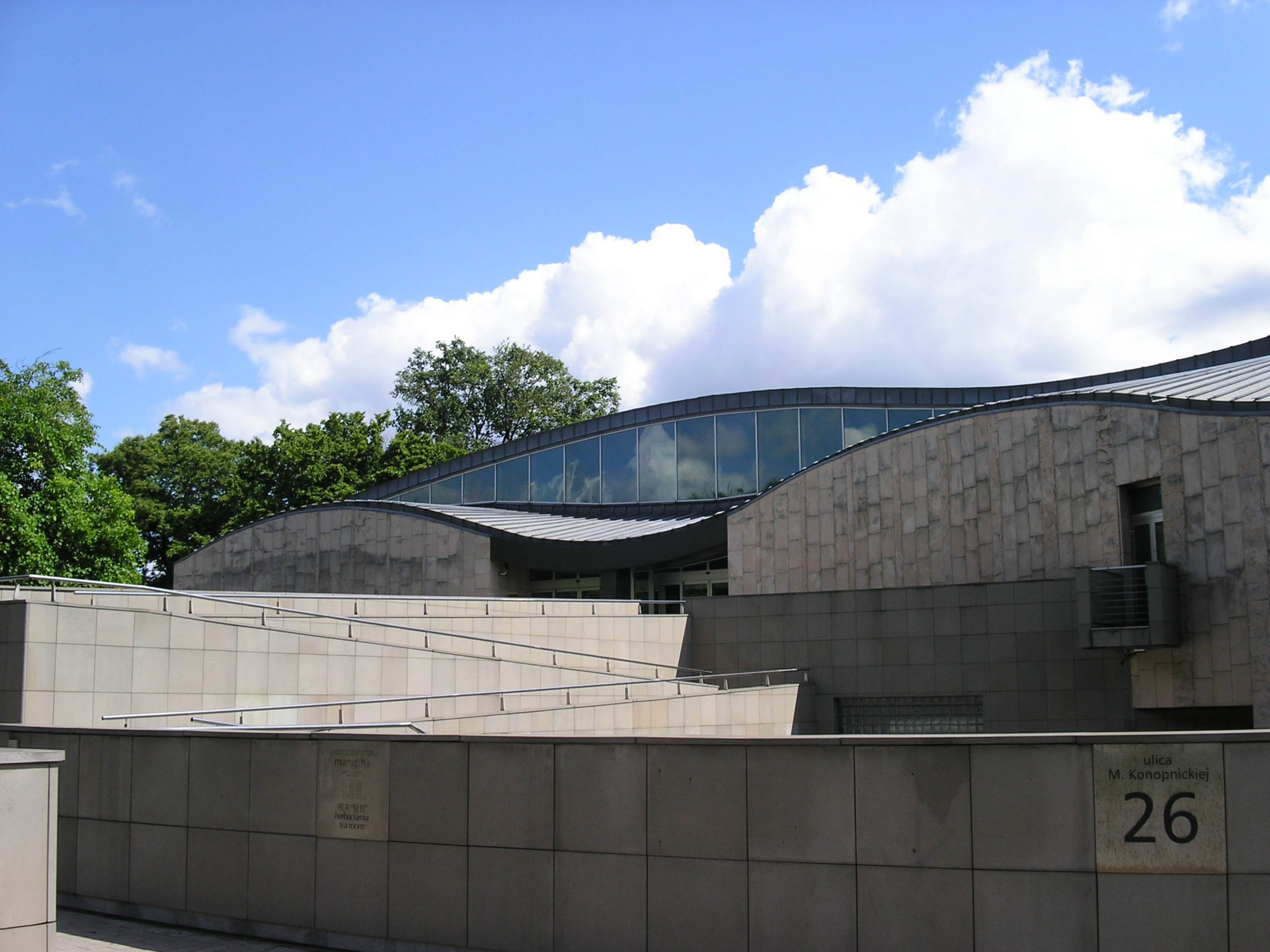

日本美术技术博物馆漫画馆（Muzeum Sztuki i Techniki Japońskiej „Manggha”）2007年以前称为日本美术技术漫画中心，是波兰克拉科夫的一家博物馆。2005年以前，它是克拉科夫国家博物馆的一个分馆。

## 历史

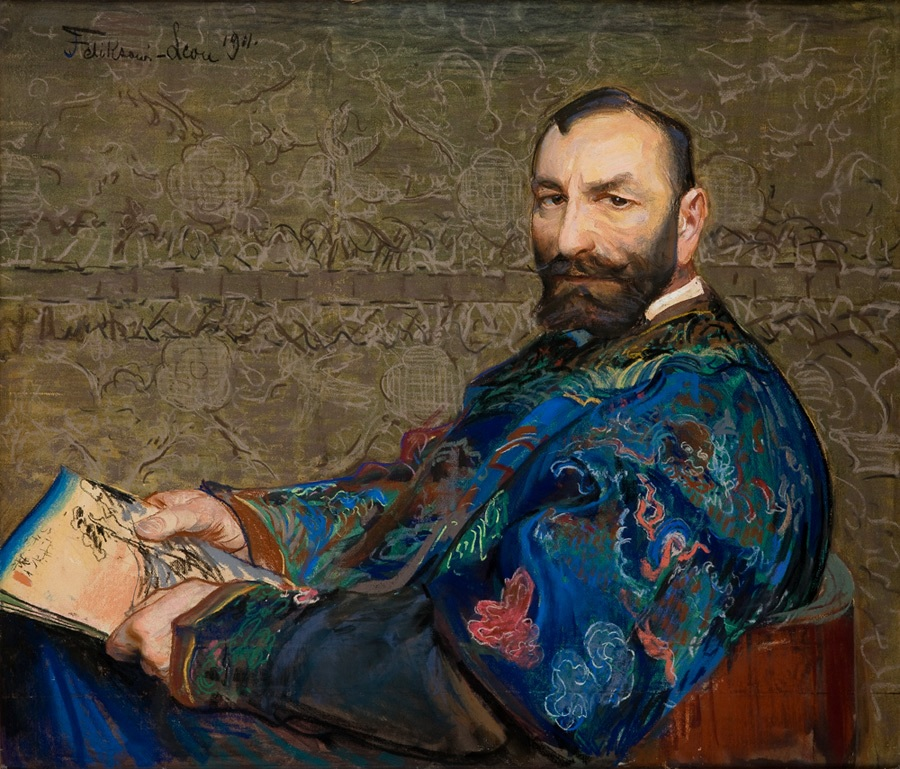
菲利克斯·贾辛斯基

1920年，评论家、作家和艺术收藏家菲利克斯·贾辛斯基（Feliks Jasieáski），笔名“漫画”，将他收藏的与日本有关的艺术品捐赠给克拉科夫国家博物馆。他去世后，这批藏品没有展出，其中一个原因是缺少能摆放6500件藏品的空间。唯一一次例外是1944年，由当时占领波兰的德国人在克拉科夫纺织会馆举办的展览。年轻的安杰伊·瓦伊达看到了展览，对日本艺术产生了浓厚的兴趣。
大约半个世纪后的1987年，安杰伊·瓦伊达在京都获得电影奖。他决定将全部款项捐给克拉科夫国家博物馆，建造一座全新的大楼，在那里展出全部藏品。
安杰伊·瓦伊达得到了地方当局、城市和日本政府的支持，东日本铁路工人联合会向由安德烈·瓦伊达和他的朋友们创立的京都克拉科夫基金会捐赠了大约1百万美元。

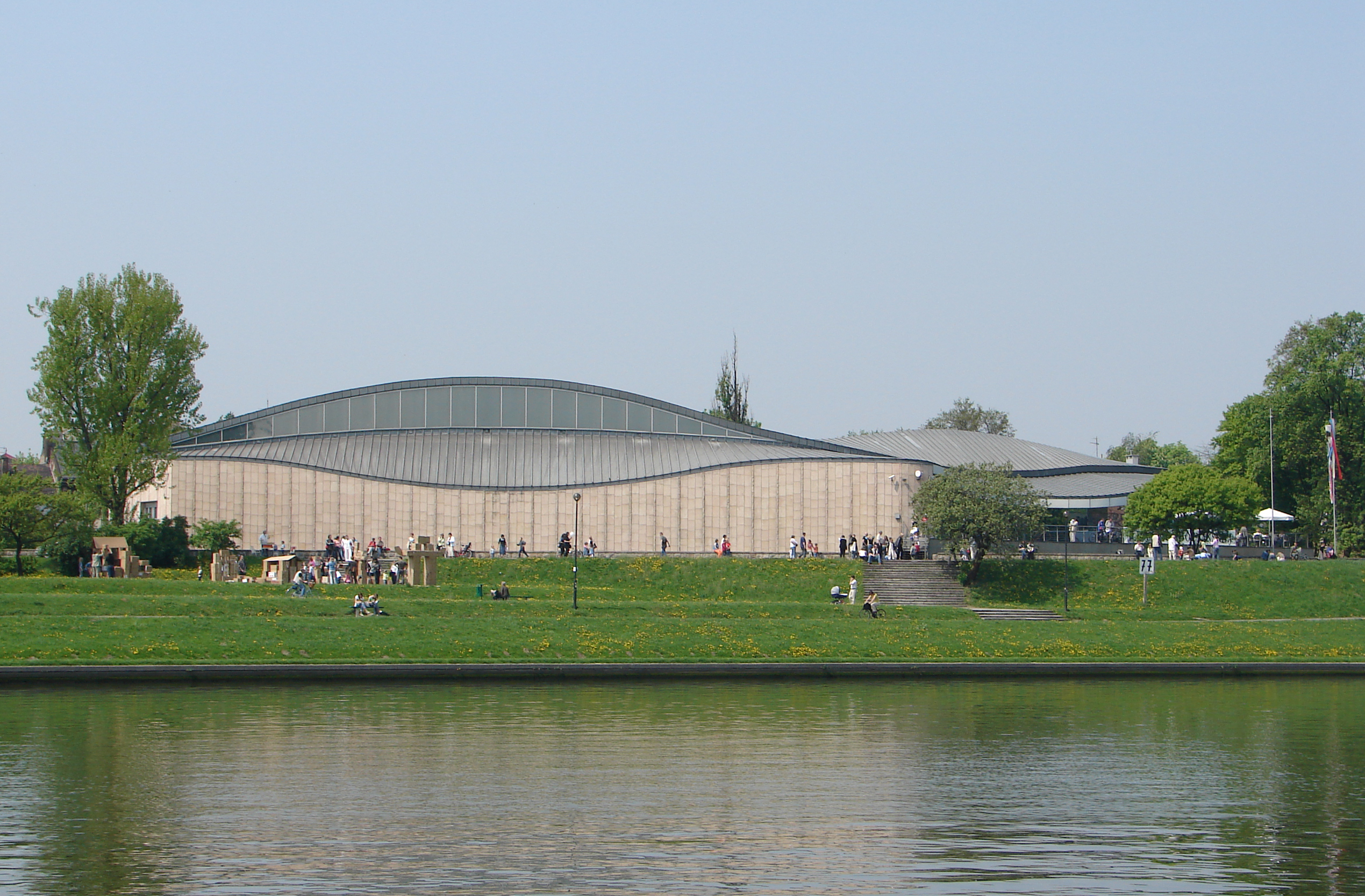

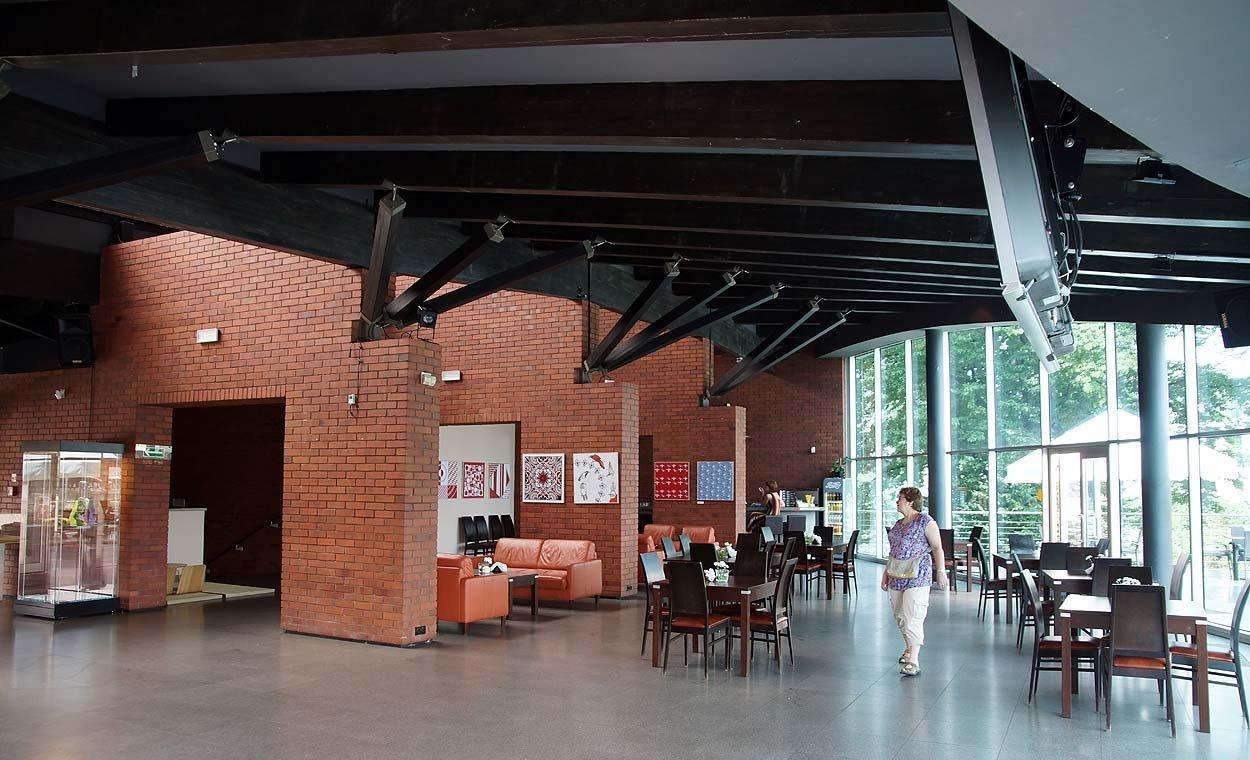

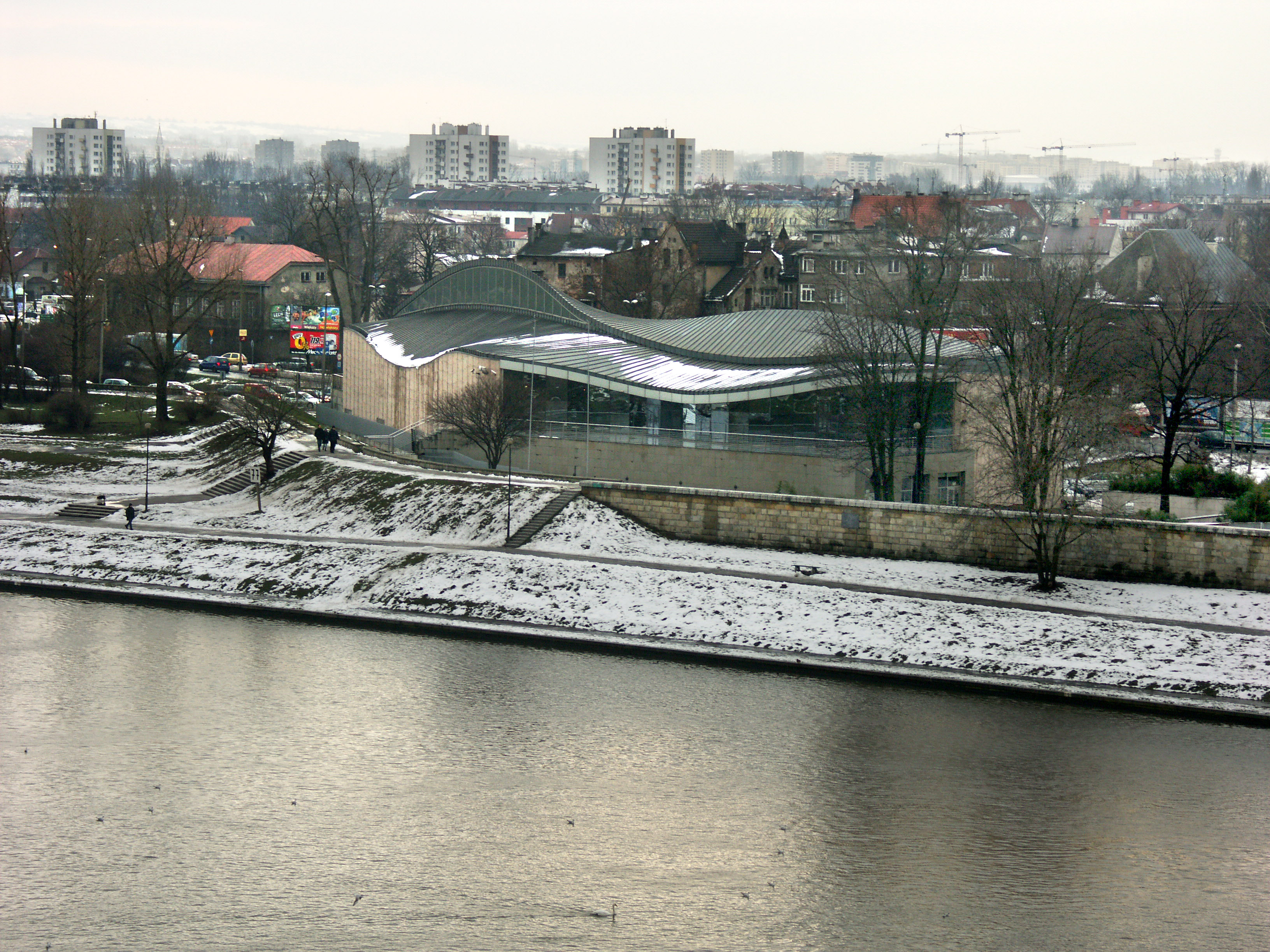

这座建筑是由普利兹克建筑奖获得者、日本建筑师矶崎新设计，他将设计捐赠给了基金会。Krzysztof Ingarden、J.Ewy和JET Atelier是波兰方面的合作建筑师。博物馆于1994年11月30日开业。
1997年，博物馆获得日本基金会特别奖。
2002年7月11日，明仁天皇和美智子皇后参观了博物馆。应天皇的要求，日本画家歌川广重的木刻作品展览已经准备就绪。天皇夫妇向中心的日语学校捐赠了一些视听设备。   
在2006年的一次建筑竞赛中，该中心被选为波兰1989年后建造的20个最有趣的建筑实例之一。

## 建筑
这座现代建筑的外观特征—屋顶像许多日本古老绘画中的大海—既与博物馆的周围环境相呼应，也与馆内的一些艺术品相呼应；建筑旁边的花园是京都市的礼物。这是一座当代建筑，既与日本古代艺术相辅相成，又形成鲜明对比，包括展览室和会议室。除了常设展览外，中心还开设与日本艺术、文化和技术有关的临时展览。此外，中心还开设日本茶道、華道和日语课程。博物馆是波兰盆栽俱乐部的总部。